# دی‌ان‌او اینترنشنال
دی‌ان‌او اینترنشنال (به نروژی: DNO International) شرکت نفت و گاز نروژی است، که دفتر مرکزی آن در شهر اسلو قرار دارد. فعالیت‌های اصلی این شرکت در زمینه اکتشاف و تولید نفت و گاز در کشورهای حوزه خاورمیانه و آفریقای شمالی متمرکز می‌باشد.
شرکت دی‌ان‌او اینترنشنال دارای مجوز اکتشاف و تولید نفت خام و گاز طبیعی در کردستان عراق، یمن، عمان، امارات متحده عربی و تونس است. بخشی از سهام این شرکت در بازار بورس اوراق بهادار اسلو معامله می‌شود. بیژن مصور رحمانی هم‌اکنون ریاست هیئت مدیره شرکت دی‌ان‌او را برعهده دارد.